# 仙师镇
仙师乡，是中华人民共和国福建省龙岩市永定区下辖的一个乡镇级行政单位。

## 行政区划
仙师乡下辖以下地区：
仙师村、华坊村、恩全村、务田村、大岭村、兰岗村、秀富村、九坑村、西洋村、书华村、大阜村、三坝村、金寨村、石鼓村、锦丰村和新桥村。